# 劉虎 (東漢)
劉虎（2世纪—200年1月），东汉時代末期武将，荊州牧劉表从子。
孫策进夏口攻打黄祖。劉表命劉虎和南陽人韓晞率装備長矛的部队五千人，救援黄祖，孫策大破劉表军。建安四年十二月初八日（200年1月11日），孫策進撃沙羨，攻打黄祖、劉虎、韓晞。十二月十一日孫策领江夏郡太守行建威中郎将周瑜、领桂阳郡太守行征虏中郎将吕范、领零陵郡太守行荡寇中郎将程普、行奉业校尉孙权、行先登校尉韩当、行武锋校尉黄盖等，率军冒矢前进。結果、黄祖逃跑，劉虎、韓晞等二万余人首級被斩杀。